# Skatelövs distrikt
Skatelövs distrikt är ett distrikt i Alvesta kommun och Kronobergs län. Distriktet ligger söder om Alvesta. 

## Tidigare administrativ tillhörighet
Distriktet inrättades 2016 och utgörs av socknen Skatelöv i Alvesta kommun.
Området motsvarar den omfattning Skatelövs församling hade 1999/2000.